# (7110) Johnpearse
(7110) Johnpearse – planetoida z pasa głównego asteroid okrążająca Słońce w ciągu 4 lat i 248 dni w średniej odległości 2,79 j.a. Została odkryta 7 grudnia 1983 roku w Bickley w Obserwatorium w Perth. Nazwa planetoidy pochodzi od Johna Marshalla Pearse'a (ur. 1930) mechanika w Perth Observatory w latach 1981-2006. Przed nadaniem nazwy planetoida nosiła oznaczenie tymczasowe (7110) 1983 XH1.